# Ершов (станция)
Ершо́в —участковая станция 2 класса Приволжской железной дороги. Отсюда идут линии к станциям Урбах (двухпутная), Озинки, Пугачёвск (однопутные).
Станция Ершов относится к Саратовскому региону дороги, а ранее являлась центром Ершовского отделения, ныне упразднённого. До передачи в ПривЖД входила в РУЖД.
На станции расположено базовое локомотивное депо Ершов, которое выполняет ремонт ТР-3 и СР тепловозам 2ТЭ10. Также здесь имеется вагонное депо.
Рядом с локомотивным депо находится «дом господ машинистов» — памятник архитектуры начала XX века.
Станция не электрифицирована, пассажирское движение обслуживается тепловозами Приволжской дороги серии ТЭП70, ТЭП70БС приписки ТЧ Саратов, грузовое движение — тепловозами 2ТЭ116У, 2ТЭ25КМ ТЧ Ершов.
Ближайшие станции: в направлении станции Урбах — Жулидово, в направлении станции Озинки — Орбита, в направлении станции Пугачёвск — Разъезд 11 км.

## История
В 1894 году было открыто движение по заволжской линии дороги от Покровской Слободы до Уральска. Дорога имела метровую колею, для обслуживания этой линии были построены паровозное депо и железнодорожные мастерские в Покровской Слободе (ныне Энгельсский завод транспортного машиностроения). Паровозное депо располагается на станции Ершов.
На 1910 год станция числится как «Ершово».

## Галерея

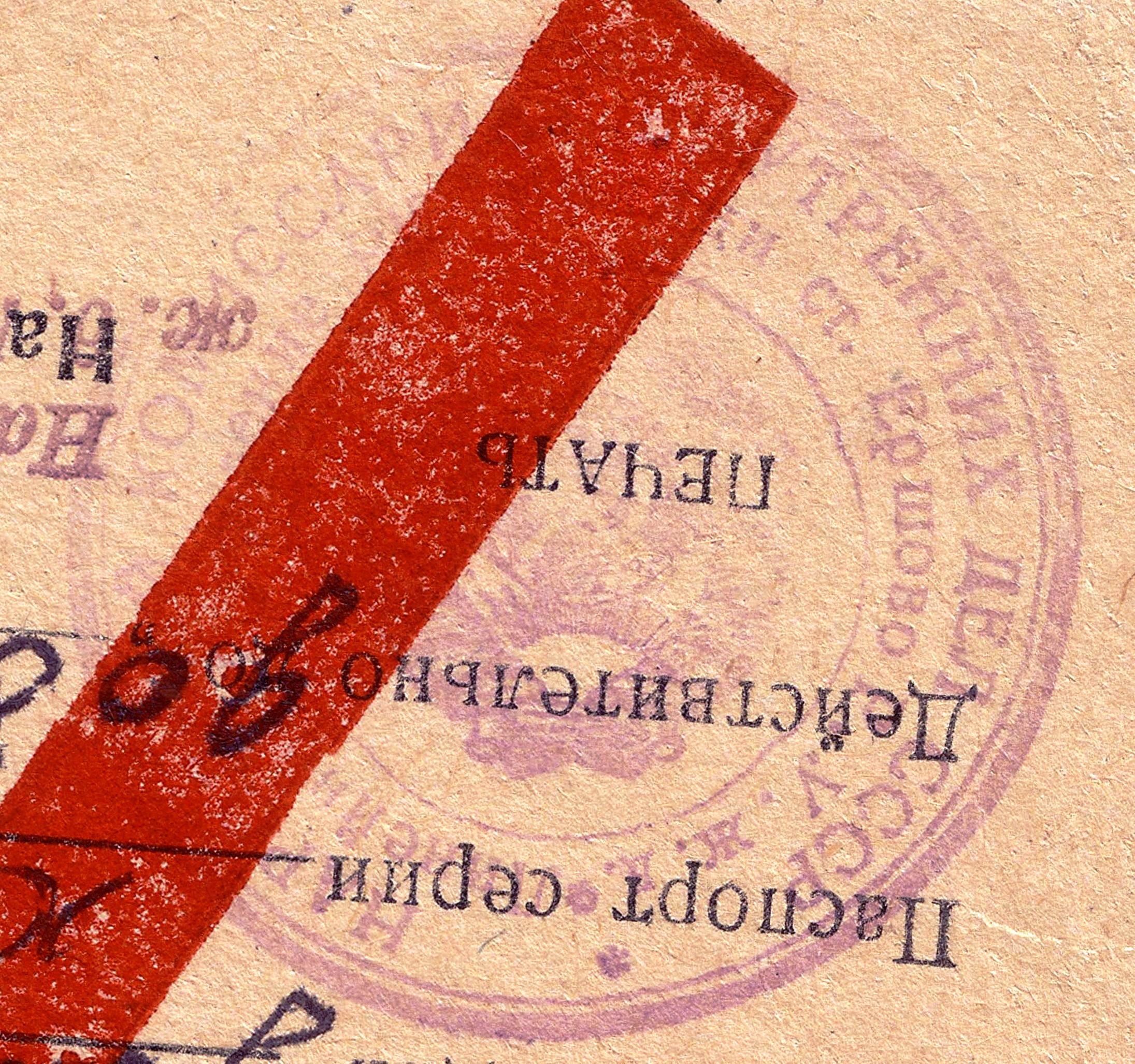
Печать дорожного отдела станции, 01.1944
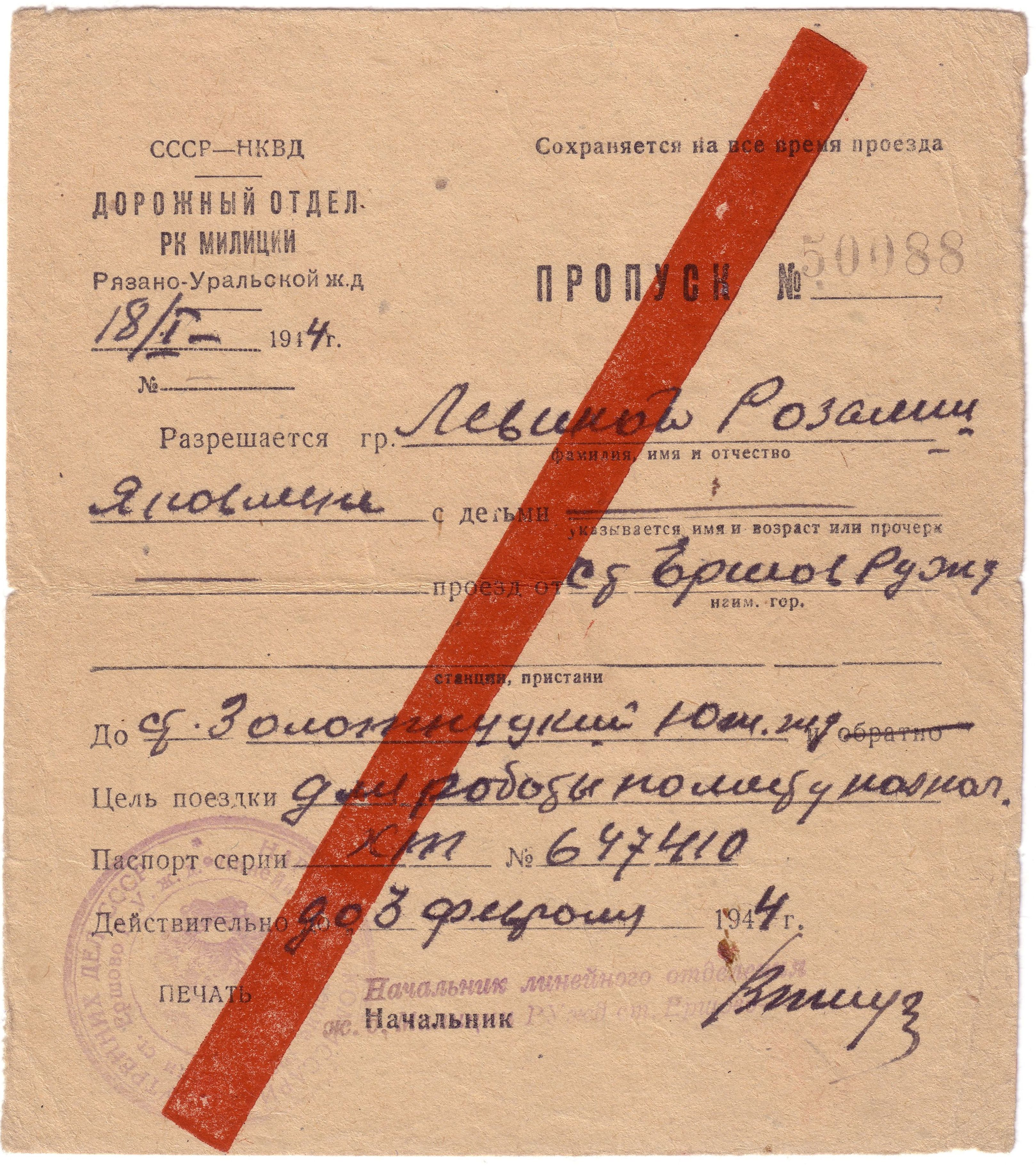
Пропуск для проезда от ст. Ершов до ЮЖД. 1944

## Дальнее сообщение
| Круглогодичное обращение поездов | Круглогодичное обращение поездов | Круглогодичное обращение поездов | Круглогодичное обращение поездов |
| № поезда                         | Маршрут движения                 | № поезда                         | Маршрут движения                 |
| -------------------------------- | -------------------------------- | -------------------------------- | -------------------------------- |
| 7 "Казахстан"                    | Алма-Ата — Саратов               | 8 "Казахстан"                    | Саратов — Алма-Ата               |

| Сезонное обращение поездов | Сезонное обращение поездов        | Сезонное обращение поездов | Сезонное обращение поездов        |
| № поезда                   | Маршрут движения                  | № поезда                   | Маршрут движения                  |
| -------------------------- | --------------------------------- | -------------------------- | --------------------------------- |
| 249                        | Новокузнецк — Имеретинский курорт | 250                        | Имеретинский курорт — Новокузнецк |
| 461                        | Уфа — Адлер                       | 462                        | Адлер — Уфа                       |
| 545                        | Орск — Имеретинский курорт        | 546                        | Имеретинский курорт — Орск        |